# 1774 au théâtre
| Années du théâtre : 1771 - 1772 - 1773 - 1774 - 1775 - 1776 - 1777    |
| Décennies du théâtre : 1740 - 1750 - 1760 - 1770 - 1780 - 1790 - 1800 |

## Événements
- 14 septembre : inauguration à Amsterdam du nouveau théâtre municipal, construit en style classique sur la Leidseplein, avec la première de Jacob Simonszoon de Ryk de la dramaturge Lucretia Wilhelmina van Merken[1].

## Pièces de théâtre représentées
- 15 janvier : Sophonisbe (en), tragédie de Voltaire, Paris, Comédie-Française.
- 18 janvier : La Rosière de Salency d'André Grétry, château de Fontainebleau.
- 14 avril : Götz von Berlichingen, drame de Goethe, Berlin.
- 23 août : Clavigo, pièce de Goethe, théâtre de Hambourg.
- 16 novembre : la Partie de chasse de Henri IV, comédie patriotique de Charles Collé, jouée depuis 1762 en province et dans plusieurs théâtres de société à Paris mais censurée par Louis XV qui refuse qu'elle soit jouée sur un théâtre public, entre au répertoire du Théâtre-Français à Paris à l'instigation de Louis XVI et de Turgot et est créée au Théâtre des Tuileries avec succès[2].
- La Brouette du vinaigrier, drame de Louis-Sébastien Mercier, théâtre de Maestricht.

## Décès
- 2 septembre : Antoine de Ferriol de Pont-de-Veyle, auteur dramatique français, né le 1er octobre 1697.
- 5 novembre : Philip Zweers, poète et dramaturge néerlandais, né le 6 mars 1704.